# Ерохин, Игорь Николаевич
И́горь Никола́евич Еро́хин (род. 4 сентября 1985, Саранск) — российский легкоатлет, специалист по спортивной ходьбе. Выступал за сборную России по лёгкой атлетике в 2005—2012 годах, призёр Кубков мира и Европы, чемпион Европы среди молодёжи, многократный победитель и призёр первенств всероссийского значения, участник летних Олимпийских игр в Лондоне. Представлял Мордовию. Мастер спорта России международного класса.

## Биография
Игорь Ерохин родился 4 сентября 1985 года в Саранске.
Занимался лёгкой атлетикой в Центре олимпийской подготовки Республики Мордовия по спортивной ходьбе в Саранске под руководством заслуженного тренера России Виктора Михайловича Чёгина.
Впервые заявил о себе на международном уровне в сезоне 2005 года, когда вошёл в состав российской национальной сборной и выступил на молодёжном европейском первенстве в Эрфурте, где в ходьбе на 20 км превзошёл всех соперников и завоевал золотую медаль.
В 2006 году в той же дисциплине стал серебряным призёром на зимнем чемпионате России по спортивной ходьбе в Адлере, тогда как на Кубке мира в Ла-Корунье был дисквалифицирован.
В 2007 году вновь получил серебро на зимнем чемпионате России в Адлере, взял бронзу на Кубке Европы в Ройал-Лемингтон-Спа. На чемпионате мира в Осаке был дисквалифицирован.
В 2008 году стал серебряным призёром в дисциплине 35 км на зимнем чемпионате России в Адлере, на дистанции 50 км стартовал на Кубке мира в Чебоксарах и одержал победу на летнем чемпионате России в Саранске. Будучи чемпионом России, удостоился права защищать честь страны на летних Олимпийских играх в Пекине, однако из-за проваленного допинг-теста (проба показала повышенное содержание эритропоэтина) был исключён из команды и не вышел на старт 50 км.
После окончания двухлетней дисквалификации в 2011 году Ерохин возобновил спортивную карьеру. Так, в этом сезоне он победил на зимнем чемпионате России в Сочи, выиграл серебряную медаль на Кубке Европы в Ольяне, выступил на чемпионате мира в Тэгу.
На домашнем Кубке Европы 2012 года в Саранске завоевал серебряную награду в личном зачёте 50 км и золотую награду в командном зачёте. Находясь в числе лидеров российской сборной, благополучно прошёл отбор на Олимпийские игры в Лондоне — в программе ходьбы на 50 км показал результат 3:37:54, расположившись в итоговом протоколе соревнований на пятой строке.
31 августа 2013 года Всероссийская федерация лёгкой атлетики сообщила о пожизненной дисквалификации ходока Игоря Ерохина в связи с повторным нарушением спортсменом антидопингового законодательства. Такие санкции были применены на основании абнормальных показателей крови в биологическом паспорте спортсмена. Кроме того, Антидопинговая комиссия ВФЛА постановила аннулировать все его результаты, показанные после 25 февраля 2011 года.